# Ökörbéka
Az ökörbéka vagy amerikai ökörbéka (Lithobates catesbeianus, korábban Rana catesbeiana) a kétéltűek (Amphibia) osztályába, a békák (Anura) rendjébe és a valódi békafélék (Ranidae) családjába tartozó faj.
Angol elnevezése a bikabéka, amit bőgéshez hasonló hangja után kapott.

## Előfordulása
Az ökörbéka eredetileg Észak-Amerika területén volt honos, de betelepítették néhány Karib-szigeten is; onnan került később Európában, ahol ma Észak-Olaszországban fordul elő gyakran. Az ökörbéka elterjedési területét az ember növelte meg. Ennek ellenére az ökörbékát élőhelyének pusztulása veszélyezteti.

## Megjelenése
Testhossza 9-20 centiméter, testtömege az 500-800 grammot is elérheti. Háta olajszínű vagy vörhenyesbarna, nagy, sötétbarna vagy fekete foltokkal és háta közepén egy sárga vonallal tarkázott. Hasa sárgásfehér. Más békafajokkal ellentétben az ökörbéka hímje nagyobb a nősténynél. A béka szemének pupillája vízszintesen helyezkedik el és tojásdad alakú; a mozgatható szemrészek alatt különleges mirigy található, amely védi a szemet a piszoktól és a homokszemcséktől. Izmos hátsó lába és úszóhártyái segítségével az ökörbéka a testhosszánál akár kilencszer nagyobb távolságra is képes elugrani.
|  |

## Életmódja
Az ökörbéka magányos lény. Férgeket, rovarokat eszik, de fogyasztja a békákat, halakat és a kis madarakat is. Az állat akár 15 évig is élhet.

## Szaporodása
Az ivarérettséget 2-4 éves korban éri el. A párzási időszak tavasszal és nyár elején van. A nőstény egy alkalommal 10 000-20 000 petét rak. A kikeléshez 4-20 nap kell. Az ebihalból 1-3 év múlva válik kifejlett béka.
|  |  |